# Сарыханов, Мамеддурды
Мамеддурды (Мамметдурды) Сарыханов (туркм. Mämmetdurdy Saryhanow; род. 1963, Кизыл-Арват, Красноводская область, Туркменская ССР, СССР) — туркменский государственный деятель, министр образования Туркменистана с 2002 по 2004 год.

## Биография
Родился в 1963 году в городе Кизыл-Арват Красноводской области.
Получил высшее образование. В 1986 году окончил Ленинградский государственный университет по специальности — лингвист-литературовед. Кандидат филологических наук. С 1986 по 1991 работал лаборантом, младшим научным сотрудником, аспирантом Института языка и литературы им. Махтумкули Академии наук Туркменистана.
1991—1996 — ученый секретарь, заместитель директора по научной работе Института языкознания им. Х.Байлиева.
1996—2000 — заместитель директора по научной работе Института языка и литературы им. Махтумкули Высшего совета по науке и технике при Президенте Туркменистана.
28.07.2000 — 22.04.2004 — директор Туркменского национального института образования.
23.08.2002 — 22.04.2004 — министр образования Туркменистана (по совместительству).
22 апреля 2004 года уволен за серьезные недостатки в работе. Дальнейшая судьба неизвестна.

## Награды и звания
- Медаль «Гайрат»
- Медаль «За любовь к Отечеству»